# Réseau Tartane-Masséna
Pour les articles homonymes, voir Tartane et Masséna.
Le réseau Tartane-Masséna est un réseau de renseignements de la centrale Phratrie rattachée au Bureau central de renseignements et d'action actif en Zone Sud dans la région de Nice.

## Caractéristiques
Le réseau Tartane-Masséna est, avec les réseaux Brick, Corvette, Cotre, Goélette, Hunter, Jonque et Vedette, l'un des réseaux de renseignements regroupés autour de la centrale Phratrie rattachée au Bureau central de renseignements et d'action (BCRA) et l'un des 268 réseaux de Résistance homologués Forces françaises combattantes (FFC) et reconnus Forces françaises libres (FFL).

## Historique
Le réseau Tartane est créé fin 1942 à Nice par Yves Le Crom-Hubert (Yvonne) de la Confrérie Notre-Dame, chargé d'organiser en Zone Sud un réseau de renseignements militaires sur les mouvements des forces armées italiennes installées dans les Alpes-Maritimes. Le réseau Phratrie fait parvenir à Tartane l'argent et les questionnaires rédigés à Londres par le colonel Rémy et retournés par son intermédiaires après avoir été renseignés par les agents de Tartane. Le réseau, qui atteint rapidement 300 agents est divisé en cinq sous-sections : à Nice, dirigée par Jacques Lippmann (Chrono II), avocat, puis par Georges Fluchaire (Dorine), commissaire de police, à Toulon, dirigée par Robert Le Planquais, officier de la marine marchande, à Cannes, dirigée par (Pigeon), vendeur d'appareils radio, à Marseille, avec un premier sous-secteur dirigé par Naud, et un second dirigé par Roger Taillefer (Burin). Le secrétariat de Tartane est chargé de la centralisation et du recoupement des informations, de l'établissement des plans et des cartes apportés par les agents de liaison Louis Garnier (Georges), chauffeur, André Clavel (Goupil), brocanteur, François Crucy (Lamartine), journaliste. En 1943, Yves Le Crom parti pour Londres est remplacé à la tête de Tartane par le marquis de La Soudière, officier de carrière, blessé de guerre, qui se révèle très peu à la hauteur de la situation et finit par désagréger le réseau.

## Membres
Le Service historique de la Défense conserve les dossiers individuels de 143 agents du réseau Tartane et de 20 agents du réseau Masséna (Tartane). Les dossiers contiennent, dans des proportions variables selon les personnes — entre un feuillet et une centaine de pages — des comptes rendus d'interrogatoire lors de l'incorporation, des fiches d'identification, des dossiers de faux papiers, des ordres et comptes rendus de mission, des comptes rendus retraçant l'activité résistante des agents. Ils sont constitués, entre octobre 1944 et le printemps 1945, lors des campagnes d'interrogatoires menées par la Direction générale des études et recherches et s'appuient également sur les archives du Bureau central de renseignements et d'action rapatriées depuis Londres et Alger. Ces interrogatoires permirent de reconstituer l'ordre de bataille de la Résistance en France et de recruter des agents en s'assurant de leur fiabilité notamment de l'absence d'agents de l'ennemi infiltrés. Ils permirent également l'homologation et la reconnaissance des services rendus par les agents des Forces françaises
combattantes. Le Service de documentation extérieure et de contre-espionnage hérite en 1945 du fonds documentaire versé en 2000 au Service historique de l'armée de Terre.
Parmi les dossiers conservés se trouvent notamment ceux de Roger Taillefer, d'Hélène Vagliano, de Raymond de Thoisy et de Robert Le Planquais dont les actions au sein du réseau Tartane-Masséna sont relatées dans son ouvrage témoignage par Conrad Flavian du réseau Gallia . Charles Pasqua, alors âgé de 15 ans, rejoint le réseau en 1943, âpres que son oncle Philippe, chef du réseau a Grasse fut arrêté et son père André partit pour le maquis. Il est immatriculé a Londres et reçoit le nom de code "Prairie".